# Shooter (Computerspielgenre)
Shooter (von englisch shooter „Schütze“), deutsch Schießspiel, ist ein Computerspielgenre, bei dem die Kernspielmechanik das Schießen ist. Spielziel eines Shooters ist es, nach bestimmten Vorgaben auf computergesteuerte (Player versus Environment) oder von Gegenspielern gesteuerte (Player versus Player) Spielfiguren zu schießen, ohne dass dabei die eigene Figur durch Angriffe der Gegenspieler oder die Spielphysik Schaden nimmt. Shooter ist ein Subgenre des Actionspiels, weitere Unterteilungen erfolgen beispielsweise nach Darstellungstechnik in 2D-Shooter und 3D-Shooter, nach Betrachtungsperspektive des Spielgeschehens in Ego-Shooter und Third-Person-Shooter oder nach Spielmechanik, wie Stealth-Shooter und Taktik-Shooter.

## Geschichte
Die Idee des Schießspiels geht auf Schießbuden auf Jahrmärkten zurück. Das erste mechanische Spiel mit der Unterstützung der Lightgun war Ray-O-Lite aus dem Jahr 1936. Als erstes Shoot’ em up gilt das Spiel Spacewar! aus dem Jahr 1962. Als erste First-Person-Shooter gelten Maze War und Spasim aus dem Jahr 1974. Als einflussreiche Arcade-Shoot’-em-ups gelten außerdem unter anderem Gun Fight aus dem Jahr 1975, Space Invaders aus dem Jahr 1978, Asteroids und Galaxian aus dem Jahr 1979, Battlezone aus dem Jahr 1980, Galaga, Defender und Scramble aus dem Jahr 1981 und Commando aus dem Jahr 1985. Der erste Shooter mit einer isometrischen Perspektive ist Zaxxon aus dem Jahr 1982. Als erster Mehrspieler-First-Person-Shooter gilt MIDI Maze aus dem Jahr 1987. Neben der Entwicklung der 3D-Grafik gewann das Genre auch durch die Entwicklung der Computermaus für den Massenmarkt in den 1980er-Jahren an Popularität. Der erste Ego-Shooter mit einer 2½D-Grafik war Wolfenstein 3D aus dem Jahr 1992. Weitere frühere erfolgreiche 3D-Shooter waren Doom, Quake, Descent und Half-Life.
Zu den erfolgreichsten modernen Shooter-Serien gehören unter anderem Call of Duty, Battlefield, Grand Theft Auto und Counter-Strike, die sich vor allem durch ihre Online-Modi auszeichnen. Viele Shooter setzen mittlerweile auch auf das Free-to-play, Crossplay oder Games-as-a-Service-Modell oder private Gameserver.

## Technik
3D-Shooter verwenden meist eine Hitbox, um Schusstreffer zu bestimmen und auszuwerten. In klassischen Shoot’ em ups wird hingegen der Highscore meist durch die Berechnung der Anzahl und Art der getroffenen Objekte im Abhängigkeit des Schadens der genutzten Waffe berechnet.

## Subgenres

### Nach Perspektive

#### Shoot' em up

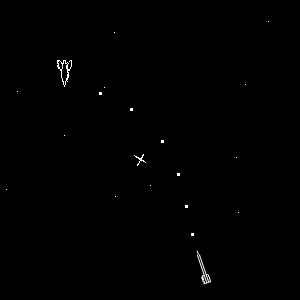
Spacewar! (1962), eines der ersten Computerspiele

Shoot ’em up (englisch, wörtlich „Zerschieß sie“ – im Englischen auch kurz Shmup) gilt als das erste Shooter-Computerspielgenre. Im weiteren Sinne bezeichnet Shoot ’em up jedes Spiel, in dem die vom Spieler gesteuerte Spielfigur eine große Zahl gegnerischer Einheiten mit einer virtuellen Schusswaffe zerstören soll (umgangssprachlich auch „Ballerspiel“ genannt). Im engeren Sinne bezeichnet Shoot ’em up ein „Ballerspiel“ mit eingeschränkter Bewegungsfreiheit, da es zweidimensional dargestellt wird. In vielen Spielen kann der Spieler durch Upgrades oder Power-ups die Bewaffnung der Spielfigur verbessern. Ziel des Genres ist meist ein guter Highscore.

##### Scrolling-Shooter

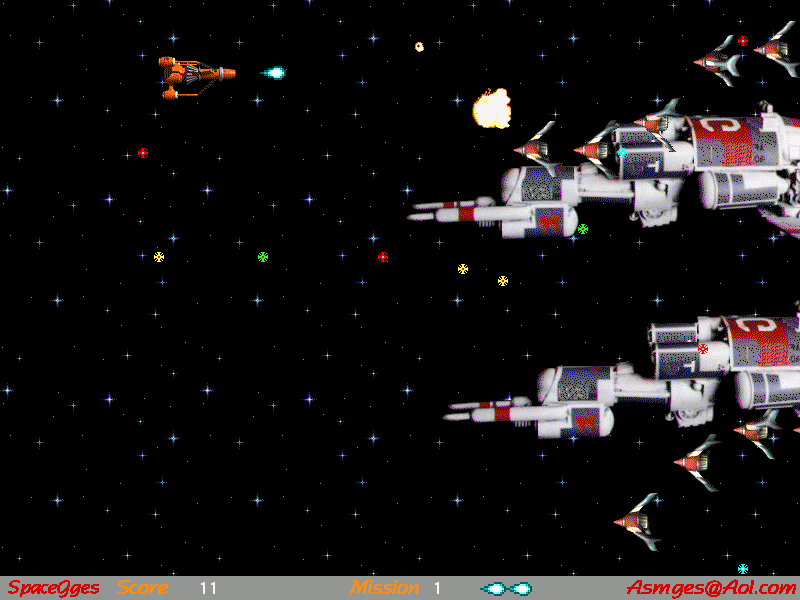
Spielszene eines horizontal scrollenden Shoot 'em up

Ein Scrolling-Shooter, Horizontal Shoot ’em up oder Seitenschießspiel ist ein Subgenre des Shoot ’em up, bei dem der Spieler von der Seite auf das Spiel schaut (Side-Scroller) und die Spielfigur bewegt und gleichzeitig schießen muss. Der Begriff des Scrolling bezeichnet im Zusammenhang mit Shoot ’em ups das Vorbeiziehen des Levelhintergrundes. Grundsätzlich wird im Genre zwischen horizontalem, vertikalem und multidirektionalem Scrolling unterschieden. In den ersten beiden Arten ist das Scrolling in der Regel vorgegeben, während in der letztgenannten Art der Spieler die Bewegung seiner Spielfigur zumeist frei wählen kann. Die ersten Computerspiele wie Spacewar! (1962) waren multiscrollend. In den 1970er-Jahren waren die Spiele mehr fixiert (Beispiele: Galaga und Space Invaders). Als Shoot ’n run/Run and gun/Soldier Combat werden Shoot’ em ups bezeichnet, bei denen der Spieler gleichzeitig rennt und schießt. Beispiele sind Commando und Metal Slug.

#### Ego-Shooter/ First-Person-Shooter

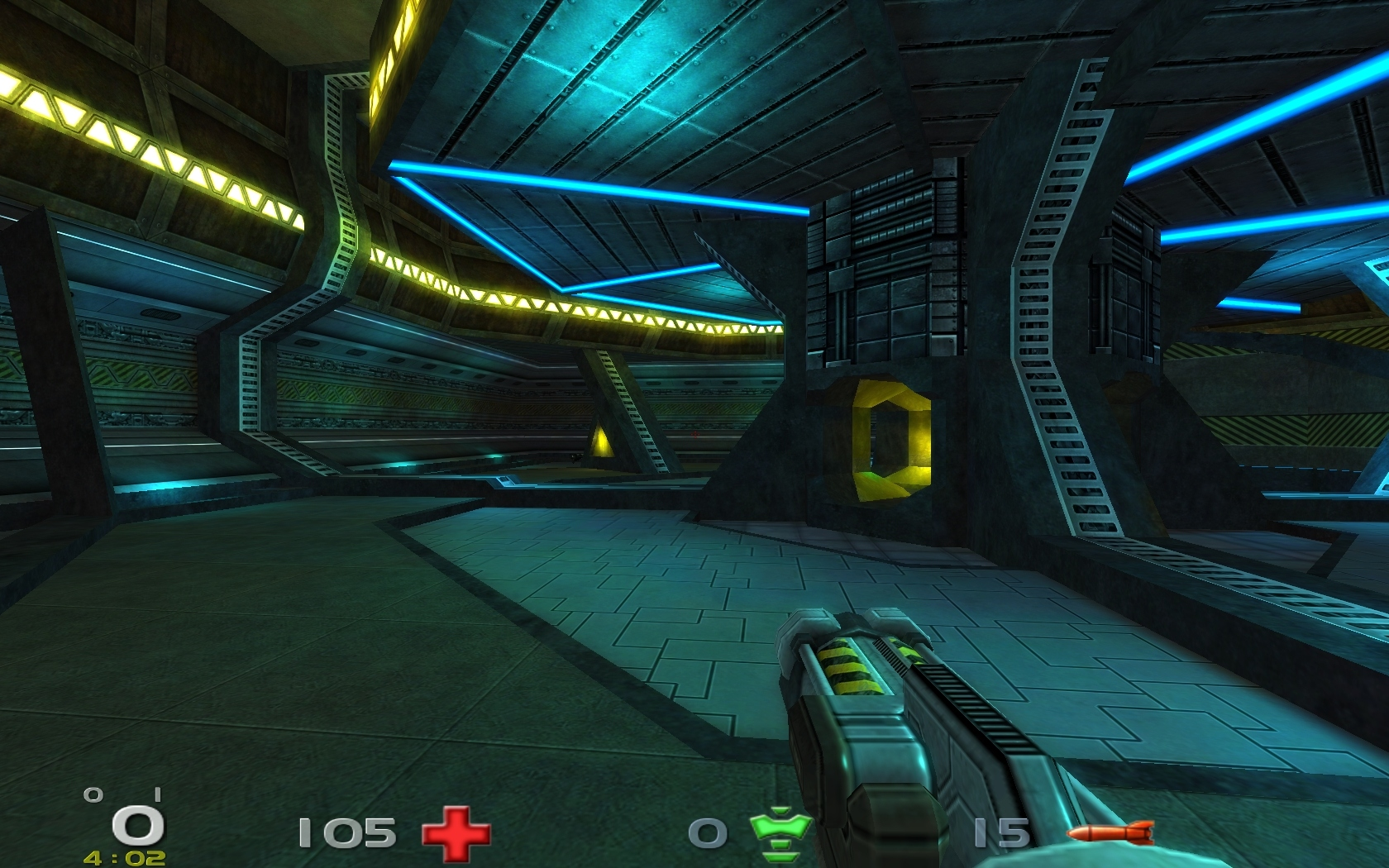
Egoperspektive in einem Ego-Shooter, hier aus dem Spiel Nexuiz

Ego-Shooter sind eine Kategorie der Computerspiele, bei welcher der Spieler aus der Egoperspektive in einer frei begehbaren, dreidimensionalen Spielwelt agiert und mit Schusswaffen andere Spieler oder computergesteuerte Gegner bekämpft. Die vom Spieler gelenkte Spielfigur ist oft menschlich oder menschenähnlich. Ego-Shooter ist eine Wortschöpfung aus dem deutschen Sprachraum, im englischsprachigen Raum spricht man vom first-person shooter. Ego-Shooter zählen mittlerweile zu den erfolgreichsten Computerspiele-Genres und sind bei aktuellen Spielen das meistgenutzte Shooter-Genre und vor allem im Mehrspieler beliebt.

#### Third-Person-Shooter

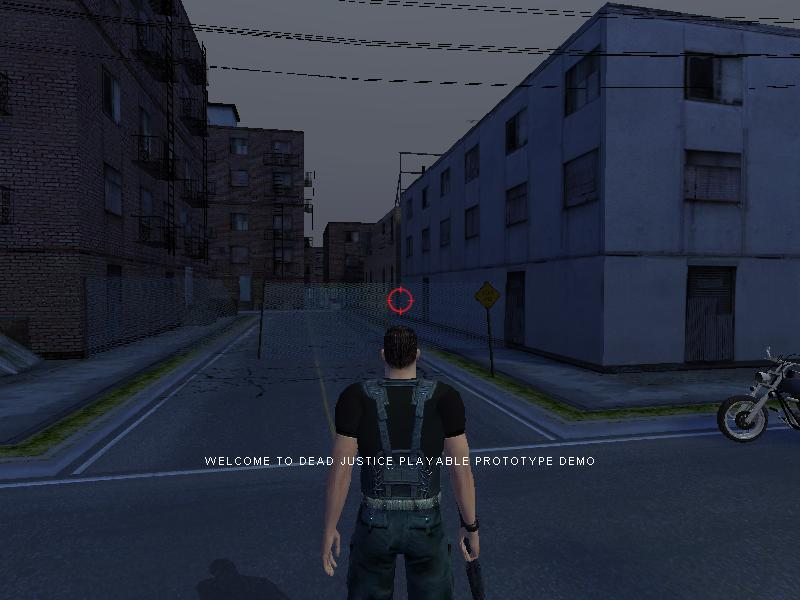
Bildschirmfoto des freien Third-Person-Shooters Dead Justice von Cat Mother

Third-Person-Shooter (abgekürzt TPS, von Englisch third person, „dritte Person“ und shooter, „Schießspiel“) sind Computerspiele, bei denen der Spieler die Welt aus einer Perspektive beobachtet, die im Normalfall hinter der Hauptfigur positioniert ist (Third-Person-Perspektive) und in denen Fernkampf ein wesentliches Element des Spiels darstellt. Sie bietet oft mehr erzählerische Möglichkeiten, mehr Bewegungsfreiheit und Jump-’n’-Run-Elemente, sowie Rätselaufgaben. Bekannte Beispiele sind Max Payne und Open-World-Spiele wie Grand Theft Auto oder Mafia.

### Nach Spielmechanik

#### Artillery

Schematische Darstellung des Spielprinzips von Artillery-Spielen

Artillery ist die allgemeine Bezeichnung für ein (meistens rundenbasiertes) Mehrspieler-Computerspiel, in dem Spieler zwei oder mehrere Artilleriestellungen, d. h. Panzer, Kanonen o. ä., bedienen, um Einheiten anderer Spieler über eine ballistische Geschossbahn zu treffen und letztlich zu besiegen. Artillery war auch der Name der ersten grafischen Umsetzung des Genres auf dem Apple II von 1980. 1976 erschien in der Zeitschrift Creative Computing der vermutlich erste Vertreter, der noch textbasiert war. Ab MS-DOS 5.0 wurde auf jedem PC das Artillery-Spiel Gorillas mitgeliefert.
Die Gegnerseiten sind meist durch eine Hügellandschaft oder Ähnliches voneinander getrennt. Die Geschosse müssen daher nicht nur den Gegner treffen, sondern durch Einstellen von Abschusswinkel und Feuerkraft auch diese Hindernisse überwinden. Mitunter müssen auch Windrichtung und -stärke berücksichtigt werden.
Erfolgreiche Serien sind unter anderem Worms und Angry Birds.

#### Arcade-Shooter/ Horden-Shooter
In Arcade-Shootern, die in betont fantastischen Umgebungen spielen, kämpft der Spieler in Massenkämpfen gegen Horden von Monstern. Hierbei steht die Reaktionsgeschwindigkeit im Vordergrund.

#### Arena-Shooter
In sogenannten Arena-Shootern spielen die Spieler in einem abgrenzten Bereich, der sich meist durch schnelle Bewegungen, weite Sprünge, Wandläufe bei den Spielern und den Gebrauch von Explosionswaffen auszeichnet. Auch Parallelen zum Horden-Shooter können gegeben sein. Beispiele hierfür sind Quake und Unreal Tournament.

#### Battle Royale
Battle Royale ist ein Online-Computerspiel-Genre, bei dem sich der Spieler mit einer vorgegebenen Anzahl an anderen Spielern in einem abgegrenzten Spielbereich, der im Laufe des Spiels immer kleiner wird, mit im Spielbereich gesammelten Items bekämpft. Ziel ist es, am Ende als einziger Spieler bzw. als einziges Team zu überleben. Das Genre beschränkt sich mittlerweile nicht nur noch auf Shooter, ist aber bei Shootern am geläufigsten. Benannt ist das Genre nach dem Film Battle Royale.

#### Danmaku
Danmaku oder Bullet Hell ist ein Subgenre der Shoot ’em ups. Der Spieler sieht sich hierbei oft einer Übermacht an gegnerischem Kreuzfeuer gegenüber. Die Hitbox der Spielfigur (z. B. das Raumschiff des Spielers) ist bei dieser Art von Spielen in den meisten Fällen nur wenige Pixel groß. Die Herausforderung besteht hierbei, dem Kugelhagel erfolgreich auszuweichen. Oftmals führt ein einziger Treffer bereits zum Verlust eines Versuchs.
Das Genre wurde mit der DonPachi-Reihe von Cave Mitte der 1990er-Jahre im Prinzip erfunden, auch wenn mit Summer Carnival ’92: Recca bereits 1992 ein Shoot ’em up mit ähnlich großem Kugelaufgebot erschien.

#### Helden-Shooter
In Helden-Shootern, die ähnlich wie MOBAs funktionieren und deswegen auch MOBA-Shooter genannt werden, steuern die Spieler einen Heldencharakter, der über spezielle Fähigkeiten und Merkmale verfügt, und kämpfen gegen andere Heldencharaktere, meist in Teams, in denen sich die Helden durch ihre gegenseitigen Fähigkeiten unterstützen. Meist müssen sie dabei auch ihre eigene Basis schützen. Häufig nutzen Helden-Shooter Cel-Shading-Grafik um einen Comiclook zu erzeugen und Hardwareanforderungen zu verringern.
Als Prototyp der späteren Helden-Shooter gilt Team Fortress aus dem Jahr 1996. Einen neuen Aufschwung erreichte das Genre durch das Spiel Overwatch aus dem Jahr 2016. Weitere bekannte Helden-Shooter sind Apex Legends, Battleborn, LawBreakers, Paladins, Pflanzen gegen Zombies: Garden Warfare, Quake Champions, Valorant und Team Fortress 2.

#### Light-Gun-Shooter

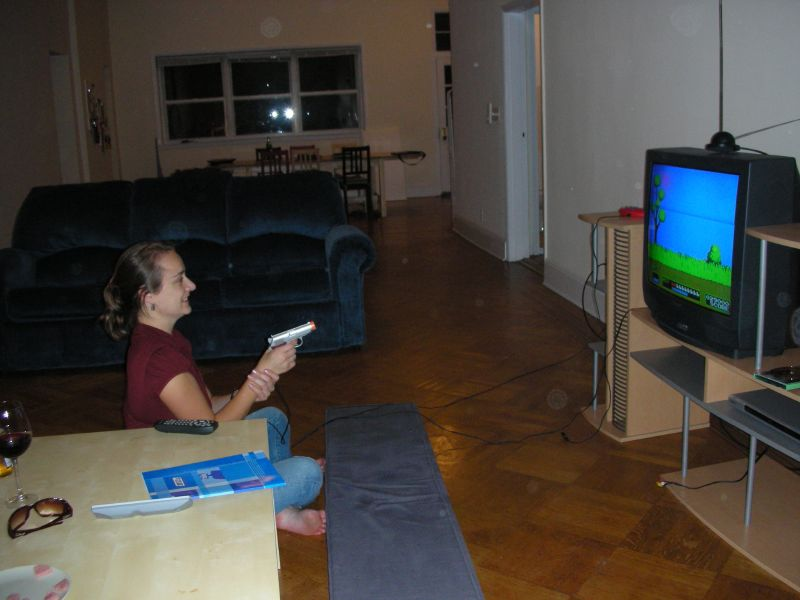
Ein frühes bekanntes Lightgun-Spiel: Duck Hunt

Beim Lightgun-Shooter benutzt der Spieler nicht klassische Eingabegeräte wie Maus, Tastatur oder Gamepad zum Schießen, sondern die Lightgun. Die „Lightgun“ trägt ihren Namen, weil sie mit Hilfe des Lichtes registriert, auf welchen Punkt des Bildschirms der Spieler zielt. Zwar suggeriert der Name, die Waffe verschieße selbst einen Lichtstrahl, jedoch empfängt sie in Wirklichkeit Licht vom Bildschirm durch eine Photodiode im Pistolenlauf. Sie wurde zunächst auf Jahrmärkten eingesetzt, gelangte aber auch später in die Arcade-Automaten und Heimkonsolen. Für bekannte Spiele siehe auch: Kategorie:Lightgun-Spiel

#### Looter-Shooter
In Looter-Shootern (auch Loot-Shooter genannt) sammelt der Spieler Waffen, Munition, Ausrüstung und andere Gegenstände (sogenanntes Loot) für den Kampf. Häufig kann er dadurch auch seine Waffen und Ausrüstung verbessern. Beispiele sind Borderlands, Destiny, Anthem, Warframe und Tom Clancy’s The Division.

#### Rail-Shooter

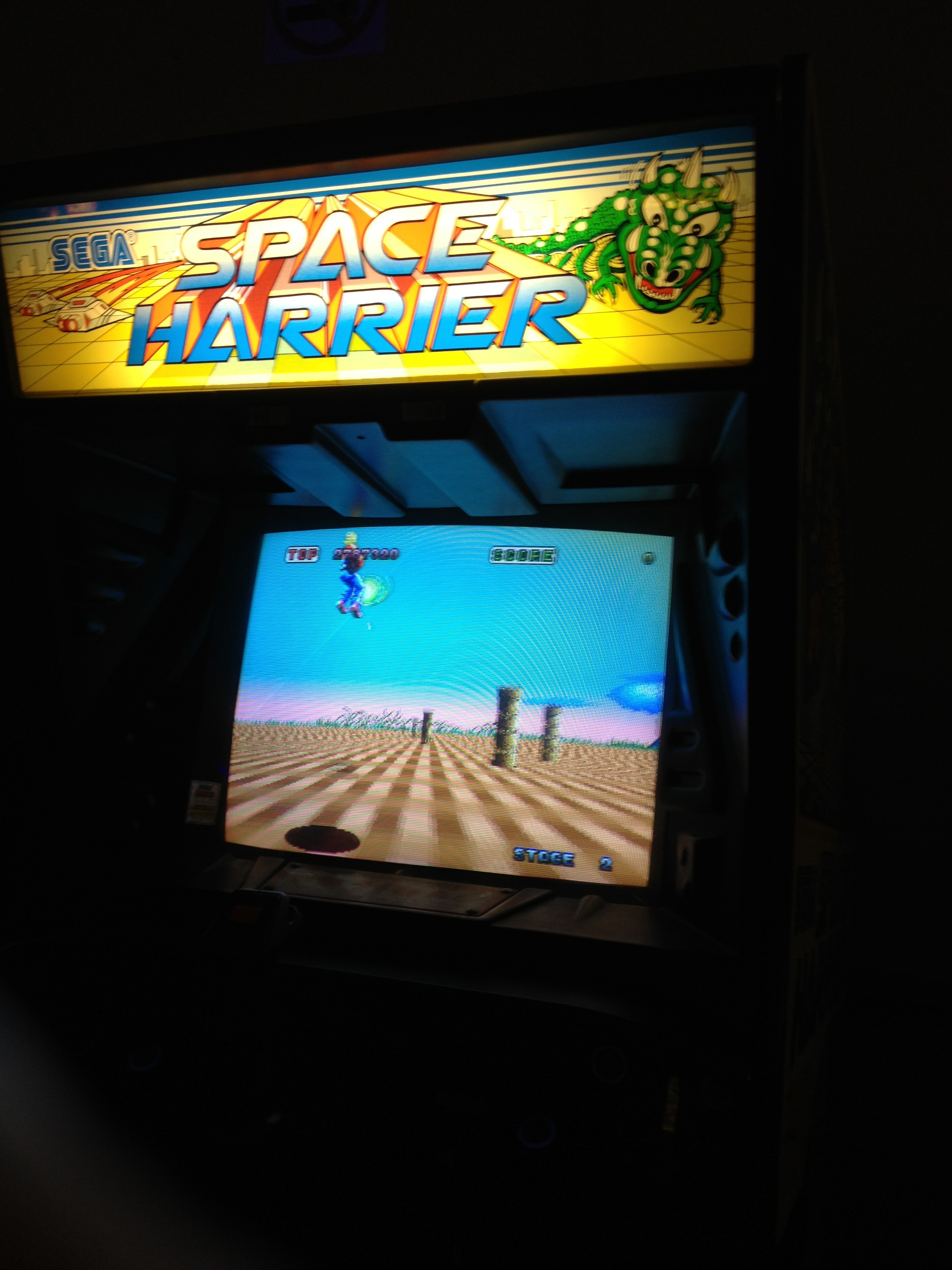
Darstellung eines Rail-Shooters, hier am Arcade-Automat Space Harrier

Dieser Begriff beschreibt normalerweise Spiele, in welchen der Spieler seinen Spielercharakter nur auf einer vertikalen, festgelegten Linie bewegt und kaum Kontrolle über die Horizontale hat. Die Kontrollmöglichkeiten werden hierbei auf das Kontrollieren einer virtuellen Waffe beschränkt, da der Spieler keine direkte Kontrolle über den Weg seines Spielcharakters ausüben kann. Auch das Sichtfeld des Spielers wird vom Spiel vorgegeben. Dieses Genre hält normalerweise weniger Gegner bereit als Scrolling-Shooter, da das Ausweichen und Schießen durch die eingeschränkte Perspektive erschwert wird. Der erste 3D-Rail-Shooter war Silpheed.

#### Stealth-Shooter

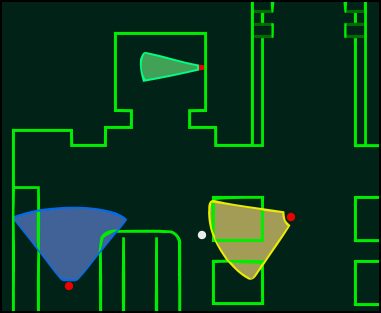
Schematische Darstellung der aktuellen Sichtweite, Blickrichtung der Gegner (rote Punkte) und der Spielerfigur (weißer Punkt) in der Metal-Gear-Solid-Serie

Ein Stealth-Shooter oder eingedeutscht Schleich-Shooter ist ein Subgenre, bei dem der Spiel im Gegensatz zum Actionspiel durch Schleichen heimlich und unauffällig vorgehen muss und offene Kämpfe vermeiden soll. Oft lassen sich die Sichtbarkeit und der erzeugte Geräuschpegel des Spielers in der Statusanzeige kontrollieren. Meistens gibt es zusätzliche Bewegungsmöglichkeiten wie langsames Schleichen oder Um-die-Ecke-Spähen, die ein heimliches Vorgehen erlauben. Dabei kann es sich um 2D- oder 3D-Spiele handeln. Die Themen sind vielfältig. Es gibt Spiele wie Thief, bei denen man als Meisterdieb in einer fiktiven mittelalterlichen Welt agiert, Spionage-Thriller wie Metal Gear Solid, oder auch Spiele wie No One Lives Forever, die im Stil einer Komödie gehalten sind.

#### Taktik-Shooter
Im Unterschied zu den klassischen Ego- und Third-Person-Shootern, in denen neben Taktik vor allem auch Geschicklichkeit und Reaktionsschnelligkeit eine wichtige Rolle spielen, wird durch die realistischere Spielmechanik in Taktik-Shootern Letzteres weitgehend unterbunden und der Schwerpunkt auf sorgfältig zu planendes, taktisches Vorgehen gelegt. Taktik-Shooter werden grundsätzlich im Team gespielt: Während im Mehrspielermodus die Teams aus menschlichen Spielern gebildet werden, werden im Einzelspielermodus die Team-Mitglieder vom Computer simuliert (Bots). Dabei übernimmt der Spieler meist die Position des Teamleiters, der die computergesteuerten Team-Mitglieder befehligt.
Ein weiteres gemeinsames Merkmal von Taktik-Shootern ist, dass sie in einem realitätsnahen Rahmen spielen, Waffen und Einheiten sind in der Regel detailgetreue Umsetzungen realer Vorbilder, auch wenn sie aus lizenzrechtlichen Gründen nicht unbedingt deren Namen tragen. Als Szenario sind vor allem Polizeieinsätze gegen Geiselnehmer oder Terroristen beliebt (Spezialeinheit) oder die verschiedenen Schauplätze des Zweiten Weltkriegs, zunehmend aber auch fiktive Konflikte in der Gegenwart oder nahen Zukunft. Taktik-Shooter überschneiden sich daher auch oft mit der Militärsimulation.
Prominentester Vertreter des Genres im Mehrspielermodus ist Counter-Strike. Spiele mit Weltkriegsszenario sind zum Beispiel Medal of Honor Allied Assault oder die Battlefield-Serie.

## Shooter-Elemente in andere Genres
In Fahrzeugsimulationen wie der Flugsimulation, der Weltraum-Flugsimulation, der Panzersimulation oder der Marinesimulation kann der Spieler oft auch Schüsse abfeuern, auch wenn diese Spiele nicht als Shooter zählen. In Sportsimulationen kann der Spieler teilweise mit Sportbällen schießen.
Einige Puzzle- und Rätselspiele können als Shooter gezählt werden, obwohl kaum bis gar nicht Gegner angegriffen werden. Ein Beispiel ist Portal, bei dem der Spieler Portale schießt, um Rätsel zu lösen.
In Survival-Spielen kann der Spieler oft Schusswaffen als Loot aufsammeln oder durch Crafting herstellen, weswegen es Überschneidungen zum Loot-Shooter gibt. In manchen Survival-Horror-Spielen kann der Spieler sich teilweise durch den Einsatz von Schusswaffen verteidigen. Auch in einem Jump ’n’ Run kann der Spieler teilweise Schusswaffen benutzen. Meist handelt es sich dann dabei um ein Metroidvania. Frühe 3D-Maze-Spiele erhielten ebenfalls bereits erste Shooter-Elemente. Obwohl es in einem Fighting Game überwiegend um den Nahkampf geht, können teilweise auch Fernkampf-Waffen und Techniken genutzt werden. Viele Computer-Rollenspiele ermöglichen es dem Spieler mittlerweile neben der Nahkampf-Verteidigung im Hack-and-Slay-Stil auch Schusswaffen zu verwenden oder Gegner mit magischen Fähigkeiten zu beschießen.
In rundenbasierten Strategie- und Taktikspielen kann der Spieler teilweise Einheiten zum automatischen Schießen steuern, positionieren und beauftragen. In Echtzeit-Strategie- und Echtzeit-Taktikspielen wie Tower Defense und vor allem Multiplayer Online Battle Arena (kurz: MOBA), kann der Spieler teilweise Schüsse präzisieren und selber die Schussrichtung- und stärke kontrollieren.
Ein Rennspiel, in dem der Spieler auch gleichzeitig Schießen kann oder muss oder dies als Beifahrer tut, wird Vehicular-combat genannt. In Fun-Racern kann der Spieler oft Power-ups verschießen. Oft sind auch Shooter-Elemente Teil eines Minispiels.

## Stellung im E-Sport
Shooter sind neben Strategiespielen das beliebteste Genre im E-Sport. Shooter-Genres im E-Sport sind vor allem Ego-Shooter, Taktik-Shooter, Battle Royale und Helden-Shooter. Bekannte E-Sport-Disziplinen im Bereich der Shooter sind Counter-Strike, Halo, Quake, Unreal Tournament, Overwatch, Paladins, Fortnite, PlayerUnknown’s Battlegrounds, Rainbow Six Siege, Call of Duty und Battlefield.

## Killerspiel-Debatte
Shooter, im Besonderen Ego-Shooter gerieten für die explizite und realitätsgetreue fiktive Gewaltdarstellung in Kritik Gewaltbereitschaft zu fördern. Der Name Killerspiel leitet sich von den Missionszielen, die sich auf das Töten von Gegnern im Spiel konzentrieren, her. Ein weiterer abwertender Ausdruck für Shooter-Spiele, der sich etabliert hat, ist Ballerspiel. Auch gab es Kritik am mangelnden Jugendschutz in Shooter-Spielen. Die Forschung konnte keine alleinige Entwicklung von Gewaltbereitschaft durch Shooter finden und nennt stattdessen multiple psychische Gründe, die zu einer Gewaltbereitschaft führen. Die Kontroverse eskalierte mit dem Amoklauf von Winnenden und Wendlingen im März 2009 und führte zu Diskussionen über ein Verbot solcher Shooter-Spiele.